# Julius Bär
Pour les articles homonymes, voir Bär.
Julius Bär ou Julius Baer est le premier groupe suisse de gestion de fortune (si on excepte UBS, établissement qualifié de banque universelle mais qui possède malgré tout un segment plus important dans cette activité), basée à Zurich. La société date des années 1890 et fut fondée par le banquier du même nom,.
Cependant, la réputation de la banque a été entachée par diverses controverses et contestations juridiques. Il s'agit notamment d'un différend juridique avec Wikileaks en 2008, d'allégations d'aide à l'évasion fiscale de citoyens américains en 2011, et d'un blâme de l'Autorité fédérale de surveillance des marchés financiers (FINMA) en 2020 pour des lacunes dans la lutte contre le blanchiment d'argent. La banque a également été impliquée dans des scandales de blanchiment d'argent impliquant des fonctionnaires vénézuéliens corrompus et a fait l'objet d'enquêtes pour son rôle dans l'affaire de corruption de la FIFA. Ces controverses ont jeté une ombre sur son héritage et soulevé des questions sur sa conformité et ses pratiques éthiques.

## Historique
En 1890, les banquiers Hirschhorn et Grob créent leur propre enseigne bancaire. En 1896, Julius Bär les rejoint et l'enseigne est renommée Hirschhorn, Uhl & Bär. En 1901, à la mort de Hirschhorn, Julius Bär rachète les parts de ses associés et renomme la société Julius Bär & Co qui fait son entrée sur la bourse de Zurich.
Walter Bär, le fils de Julius Bär, rejoint la société en 1913 et en prend les rênes en 1922 après la mort de son père. En 1934, Walter Bär impulse la création de l'association des banquiers privés suisses.
En 1970, la banque crée son premier véhicule d'investissement, le Bärbond. Walter Bär meurt la même année et Nicolas Bär (3e génération des Bär) lui succède. En 1974, Julius Bär & Co crée la Bärbank dans les îles Caïmans et il s'ensuit toute une série de restructurations qui aboutit à la création de Julius Bär & Co. (Holding) Ltd. Julius Bär est privatisée en 1975.
Julius Bär & Co ouvre des bureaux à New York en 1940, au Mexique en 1966, au Royaume-Uni en 1968, en Allemagne en 1989, en Italie et aux Pays-Bas en 1999, en Espagne en 2000, en Suède en 2001. Entre 1996 et 1998, Julius Bär & Co acquiert 100 % de la banque Falck & Co..
En septembre 2005, Julius Bär acquiert les banques privées indépendantes Ferrier Lullin, Ehinger & Armand von Ernst, Banco di Lugano, et l'officine de gestion d'actifs Global Asset Management (GAM) appartenant au géant bancaire suisse UBS. Julius Bär devient ainsi l'une des plus grosses sociétés indépendantes de gestion de fortune en Suisse.
Alex Widmer, le directeur général de la banque est trouvé mort le 4 décembre 2008. Des journaux citent des sources indiquant qu'il s'agirait d'un suicide. Hans de Gier, le précédent responsable du groupe assure l'intérim.
En 2012, Julius Bär acquiert le réseau de gestion de fortune, hors États-Unis, de Bank of America Merrill Lynch pour CHF 860 millions.
Le 12 février 2017, Nicolas Julius Bär, petit-fils de Julius Bär, décède à l'âge de 93 ans. Il a été le premier président du conseil d'administration lorsque la banque est devenue une société anonyme en 1975. Il a occupé ce poste jusqu'en 1993.
Après une première restructuration en 2019, la banque annonce en février 2020 la suppression de 300 postes dont 200 en Suisse pour l'année 2020.
En 2020, le bénéfice net de la banque suisse augmente de 50% (pour un résultat de 698 millions de francs suisses).

## Bureaux
La banque possède des agences à Londres (1968), Francfort (1989), Genève, Milan, Dubaï, Moscou, Berlin, Vienne, Singapour, Hong Kong, Monaco, entre autres.

## Questions juridiques
La banque a fait parler d'elle dans le cadre des affaires WikiLeaks. Le 16 janvier 2011, un ex-cadre de Julius Bär, Rudolf Elmer, remet des documents à WikiLeaks contenant des informations liées à plusieurs personnes privées et institutions bancaires détenant des comptes offshore , dans trois institutions financières différentes, dont Julius Bär. Cependant, des informations ont circulé en décembre 2011 selon lesquelles les disques auraient été effacés, ce qui pourrait être une tentative d’attirer l’attention sur les procédures judiciaires d’Elmer en Suisse.
En 2008, Elmer avait déjà divulgué des informations bancaires à Wikileaks, qui se sont avérées ne pas être totalement authentiques. En fait, Wikileaks a dû s’excuser auprès de certains clients de Baer après qu’il a été prouvé que les documents étaient des faux.
En novembre 2009, l’Internal Revenue Service a commencé à enquêter sur la Bank Julius Bär et d’autres institutions financières suisses, soupçonnées d’avoir aidé des citoyens américains à commettre des fraudes fiscales. La banque a ensuite choisi de collaborer avec les enquêteurs fédéraux, coopérant à l’enquête du DOJ et acceptant la responsabilité de sa conduite. En conséquence, en 2016, Julius Bär a signé un accord de poursuite différée avec les autorités américaines sur la suspension des poursuites pénales et a accepté de payer une amende de 547 millions de dollars,. Le directeur général par intérim, Bernhard Hodler, a réagi à l’accord dans un communiqué en déclarant que "cette étape importante confirme l’approche de Julius Bär consistant à coopérer de manière constructive avec les autorités compétentes et notre engagement à remplir nos obligations et responsabilités réglementaires". 
En mai 2021, dans le cadre du scandale de la Fifa, la banque admet devant un tribunal fédéral américain qu’elle avait conspiré pour blanchir plus de 36 millions de dollars de pots-de-vin aux États-Unis, et accepte en conséquence de payer 79,7 millions de dollars. Le 27 mai 2021, Julius Baer a finalisé l'accord avec le DOJ, mettant fin à l'enquête sur le rôle de la banque.
Le 20 février 2020, l'Autorité fédérale de surveillance des marchés financiers (FINMA) a censuré Julius Baer pour avoir manqué de manière significative à ses obligations en matière de lutte contre le blanchiment d'argent entre 2009 et 2018 dans le cadre d'allégations de corruption impliquant la FIFA et PDVSA, l'entreprise publique vénézuélienne de pétrole et de gaz. La FINMA a ordonné à Julius Baer de modifier ses politiques de rémunération et de recrutement, et a nommé un auditeur chargé de surveiller la banque pour s'assurer qu'elle respecte les normes en matière de lutte contre le blanchiment d'argent. En mars 2021, la FINMA a levé l'interdiction faite à Julius Baer de procéder à de grandes acquisitions. Cette décision a été prise sur la base d'un rapport établi par un réviseur indépendant qui a supervisé la mise en œuvre des mesures ordonnées par la FINMA. Julius Baer s'est félicitée de cette décision et a souligné les "progrès significatifs réalisés par la banque dans le renforcement de sa gestion des risques à l'échelle de l'entreprise".
Julius Baer, une banque suisse, a été confrontée à une importante controverse en raison de son implication dans un système de blanchiment d'argent associé à des fonctionnaires vénézuéliens corrompus. Le scandale a été révélé en 2018 lorsque Matthias Krull, un ancien banquier de Julius Baer, a été arrêté pour blanchiment d'argent à Miami alors qu'il était en vacances avec sa famille. La coopération de Krull avec les autorités américaines a conduit à une réduction de 65% de sa peine de 10 ans de prison en septembre 2023. Les régulateurs suisses ont également constaté des défaillances systémiques dans les pratiques de conformité de Julius Baer en 2022, notamment des lacunes dans l'identification de ses clients latino-américains et l'incitation à des comportements qui soulèvent des préoccupations en matière de blanchiment d'argent.
En octobre 2023, le Financial Times publie une enquête sur la fraude présumée de Julius Baer. L'article parle du couple Gregory et Vera Mirlas qui ont confié leur fortune à la banque privée suisse Julius Baer par l'intermédiaire d'un conseiller en gestion de patrimoine indépendant. Par la suite, ils ont découvert un détournement important de leurs actifs à partir de 2009. Cette fraude présumée a été révélée en octobre 2019, lorsque le couple a rencontré son banquier de Goldman Sachs au siège de Julius Baer et a découvert des écarts importants dans les soldes de leurs comptes. Leur ancien conseiller, Benjamin G. de Julius Baer, a ensuite été accusé de détournement de fonds et condamné à trois ans de prison en octobre 2023. Le couple a également engagé des poursuites civiles contre Benjamin G. et Julius Baer, ainsi qu'une plainte auprès de la FINMA, l'autorité suisse de régulation financière, afin d'enquêter sur d'éventuelles violations de la conformité et sur la facilitation du blanchiment d'argent par la banque.

## Actionnaires
Liste des principaux actionnaires au 23 janvier 2021 :
| MFS Investment Management       | 10%   |
| T. Rowe Price Associates Inc.   | 5,07% |
| BlackRock Inc.                  | 5,06% |
| Wellington Management Group LLP | 4,95% |
| UBS Fund Management (Suisse) SA | 3,09% |